# Coetus Internationalis Patrum
Le Coetus Internationalis Patrum (« Groupe International des Pères » en latin) était un groupe de travail réunissant des participants au concile Vatican II. Il était le groupe d'intérêt le plus important et influent de la minorité "conservatrice" ou "traditionaliste" lors du deuxième concile du Vatican.

## Organisation et adhésion
Pendant la première session du concile, ils agissaient informellement en tant que "groupe d'étude" non nommé, composé de Pères du concile ayant une orientation traditionaliste. Entre la première et la deuxième session du concile, les archevêques Marcel Lefebvre (Supérieur CSSp) et Geraldo de Proença Sigaud (Diamantina, Brésil) ainsi que l'évêque José Maurício da Rocha (de) (Bragance, Brésil (pt)) décident d'organiser un groupe plus formel de évêques partageant leurs convictions. Le groupe établit rapidement un comité directeur, composé des archevêques Lefebvre et Proença Sigaud, des évêques Luigi Maria Carli (Segni), Antônio de Castro Mayer (Campos, Brésil (en)) et de l'abbé de Solesmes, Jean Prou OSB. Après la deuxième session du concile, le groupe prend officiellement forme, publiant une lettre circulaire signée par les archevêques Lefebvre, Proença Sigaud, Cabana (Sherbrooke, Canada), Silva Santiago (Concepción, Chili (émérite)), Lacchio (Changsha, Chine (en)) et Cordeiro (Karachi, Pakistan), annonçant un groupe de Pères conciliaires attachés aux traditions de l'Église.
Des sources proches de l'organisation indiquent qu'elle comptait 250 membres parmi les quelque 2 400 évêques présents au concile à tout moment. D'autres études le décrivent soit avec 16 "membres principaux", soit avec 5 membres au comité directeur, 55 membres généraux et 9 cardinaux partisans. En plus des Pères conciliaires, il y avait aussi des théologiens formant un groupe minoritaire qui contribuait à formuler les réponses du groupe aux questions débattues lors du concile. Sur des sujets spécifiques, ils parvenaient à rallier d'autres Pères conciliaires; ils obtinrent 435 signatures sur une pétition réclamant une condamnation explicite du communisme.

## Questions
En tant que membre de la Commission préparatoire pour le Deuxième concile du Vatican, Marcel Lefebvre avait participé aux discussions sur les projets de documents soumis aux évêques pour examen lors du concile. Ses préoccupations à l'égard de ces propositions ont conduit à la création du groupe d'étude pour traiter plusieurs questions lors du concile. Un élément clé de leur agenda était l'opposition au principe de la collégialité épiscopale, qu'ils craignaient devoir miner la primauté pontificale et les droits des évêques individuels.. Ils estimaient qu'il devrait y avoir une condamnation spécifique du communisme et qu'il devrait y avoir un document conciliaire distinct élevant le statut de la Vierge Marie, et non simplement un chapitre dans Lumen gentium.
Les plaintes continues du groupe concernant la présence d'observateurs protestants ont conduit le pape Paul VI, "préoccupé de ne pas aliéner les traditionalistes", à demander au cardinal Augustin Bea si la présence des "frères séparés" et de leur "mentalité" ne dominait pas excessivement le concile, diminuant ainsi sa liberté psychologique. Après avoir ainsi consulté le cardinal Bea, le pape décida de ne pas désinviter les observateurs.

## Influence
Leur influence sur l'issue du concile fut nettement mitigée. Leur opposition au principe de la collégialité épiscopale, et plus particulièrement à l'octroi d'une plus grande autorité aux conférences épiscopales, rendait difficile leur collaboration efficace avec les conférences épiscopales nationales et régionales. Certains ont vu l'opposition du groupe à la prise de décisions collégiales comme ayant également un effet sur leur réticence à parvenir à un consensus en développant des positions de compromis.
Ils ont cependant eu plus de succès par d'autres canaux. Le groupe avait de nombreux contacts dans la Curie romaine partageant leur point de vue traditionaliste, et au cours des premières années du Concile, ils ont réussi à utiliser ces canaux pour faire connaître leurs opinions aux plus hauts niveaux. Dans les dernières années du concile, ils ont produit un flot presque ininterrompu de modi (amendements) aux propositions devant le concile. Ces démarches n'ont pas toujours été couronnées de succès ; entre la troisième et la quatrième session, le groupe a été répudié par le cardinal Cicognani, le Secrétaire d'État du Vatican, en raison de leur influence divisante sur l'assemblée.
Sur des questions spécifiques, ils n'ont pas réussi à faire échouer la constitution sur la liturgie Sacrosanctum Concilium, qui introduisait le vernaculaire et accordait une plus grande autorité aux conférences épiscopales, ni le décret sur l'œcuménisme, qui, selon certains, sapait la croyance traditionnelle que l'Église catholique était le chemin unique vers le salut. Leur pétition exigeant une condamnation du communisme dans la constitution sur l'Église dans le monde moderne a eu un succès plus limité ; elle a conduit à l'insertion d'une note de bas de page faisant référence à une condamnation antérieure du communisme par le pape, sans mentionner le mot. Leur plus grand succès a peut-être été une intervention papale de dernière minute, où le pape Paul VI a insisté sur l'insertion d'une note explicative dans le document sur l'Église, affaiblissant significativement la force de ses revendications en faveur de la collégialité.
Le groupe a également exercé une influence à long terme après le concile. Les membres du groupe ont été parmi les premiers à réagir négativement aux changements introduits par le concile, et ont été à l'avant-garde du mouvement traditionaliste qui a critiqué l'interprétation libérale de Vatican II dans les décennies suivantes.